# Zwartvlerkbladjager
De zwartvlerkbladjager (Dioctria oelandica) is een vliegensoort uit de familie van de roofvliegen (Asilidae). De wetenschappelijke naam van de soort is gepubliceerd in 1758 door Linnaeus in de tiende editie van Systema naturae. 